# Manuel Artigas
Manuel Artigas   (Montevideo, 1774 - 24 de maig de 1811) fou un militar que va participar a la guerra de la independència del Riu de la Plata, era cosí del cabdill oriental José Gervasio Artigas i net del capità espanyol Juan Antonio d'Artigas. És homenatjat a la Piràmide de Maig de Buenos Aires com el primer oficial mort en combat per la independència.
Durant la Revolució de Maig va formar part del grup revolucionari que integraven Domingo French i Antonio Luis Beruti, anomenat "Els Chisperos".
Va actuar com a capità en la marxa al Paraguai. A les seves cartes Manuel Belgrano explica:
| «                  | En sortir el sol, vaig enviar el major general al pot i va anar amb el seu ajudant i altres oficials, a que reunís la gent i presentés l'acció; per no haver cabut a les basses. El pot de cuir va emprendre la marxa i el corrent el va arrossegar fins al rabeig del nostre port; als paraguaians; va tenir les seves paraules amb el major general i per fi portat del seu nu, seguit del senyor Manuel Espínola, el menor, de qui parlaré al seu lloc, d'Helguera, i dels set homes que havien anat al pot de cuir i canoa paraguaiana, va avançar fins sobre els canons dels paraguaians, que després d'haver-nos fet vergonyosament, i van abandonar l'artilleria i una bandera amb algunes municions. | » |
| — Manuel Belgrano, | |   |

Ascendit a comandant es va destacar en el Combat de Campichuelo i el 25 d'abril de 1811 va ser ferit a San José, morint a 33 anys el 24 de maig de 1811..
Va ser el primer oficial d'exèrcit patriota del Riu de la Plata mort en combat, és per aquest fet històric que a l'Uruguai s'institueix a aquest dia, 24 de maig, com el "Dia del Soldat caigut en acte de servei" per a honrar i homenatjar a tots els soldats caiguts en el compliment del deure militar, en totes les èpoques, circumstàncies i llocs..

## Homenatges
En la Piràmide de Maig, que ocupa el centre de la Plaça de Maig de Buenos Aires, existeix una única placa, de bronze, de 85 cm de llarg i 57 d'alt, col·locada sobre el costat oest de la piràmide. Tot el seu contingut són dos noms: Felipe Pereyra de Lucena i Manuel Artigas, que corresponen als dos primers oficials que van perdre la vida en els camps de batalla lluitant per la Revolució de Maig. La notícia d'aquestes dues baixes va causar impressió i la Junta Governativa va disposar el 31 de juliol de 1811 que es gravessin els seus noms en una làmina de bronze en la Piràmide de Maig. Al no poder costejar-se la placa, no es va complir amb la disposició per aquest llavors, sinó vuitanta anys més tard. Van ser inscrits a la Piràmide el 1891, durant la presidència de Carlos Pellegrini, per iniciativa d'una comissió de persones que van córrer amb les despeses, i en compliment al resolt per la Junta en 1811.
A la ciutat de Buenos Aires, un carrer en el barri d'Escorxadors porta el seu nom. Neix en l'Avinguda Escalada i conclou en la intersecció de l'Avinguda Juan Bautista Alberdi i el carrer Carhué, a escasses quadres de l'Avinguda General Paz.